# Nicotiana africana
Nicotiana africana är en potatisväxtart som beskrevs av Merxmüller. Nicotiana africana ingår i släktet tobak, och familjen potatisväxter. Inga underarter finns listade i Catalogue of Life.